# Au-dessus de l'arc-en-ciel
Pour plus de détails, voir Fiche technique et Distribution.
Au-dessus de l'arc-en-ciel (Выше радуги, Viche radougui) est un film soviétique réalisé par Gueorgui Jungwald-Khilkevitch, sorti en 1986.

## Synopsis
Alik est un garçon rêveur qui écrit des chansons et des poèmes. A l'école, il a de mauvais résultats en éducation physique, en particulier en saut en hauteur. En rêves, il rencontre la Sirène qui lui propose de réaliser son vœux le plus cher. Il demande à pouvoir sauter à n'importe quelle hauteur. La Sirène exauce son souhait mais en contrepartie il ne doit plus jamais mentir. Plus tard, il rencontre la légendaire Ivan l'imbécile.

## Fiche technique
- Titre original : Выше радуги, Viche radougui
- Titre français : Au-dessus de l'arc-en-ciel
- Réalisation : Gueorgui Jungwald-Khilkevitch
- Photographie : Arkadi Povzner
- Musique : Youri Chernavskiy
- Pays d'origine : URSS
- Format : Couleurs - 35 mm
- Genre : musical
- Durée : 128 minutes
- Date de sortie : 1986

## Distribution
- Dmitri Marianov : Alik Radouga
- Ekaterina Parfionova : Dacha
- Mikhaïl Boïarski : le père d'Alik
- Elena Aminova : la mère d'Alik
- Youri Kuklachiov : Ivan Ivanovitch, Ivan l'imbécile
- Olga Machnaïa : Boutyrina Irina Mikhailovna - BIM, la professeur d'éducation physique
- Tatiana Basova : Svetlana Mikhailovna, la professeur d'histoire/ la Sirène
- Galina Polskikh : Alexandra Ilinitchna

## Musique
Le film est devenu très populaire en URSS avec ses numéros musicaux. Le film a aussi contribué à lancer la carrière de Vladimir Presnyakov Jr. qui chante toutes les chansons du personnage principal.
- Sirène (Сирена) - Alla Pougatcheva
- Le Chat dans un sac (Кот в мешке) - Vladimir Presnyakov Jr.
- Seulement une fois (Только раз) - Mikhaïl Boïarski
- Le photographe (Фотограф) - Vladimir Presnyakov Jr.
- La chanson de pirate sourd (Песня глухого пирата) - Mikhaïl Boïarski
- Zourbagan (Зурбаган) - Vladimir Presnyakov Jr.
- Un monde de verre (Стеклянный мир) - Mikhaïl Boïarski, Victoria Vradiy
- Les îles, «L'herbe en bordure de route dort»  (Острова, «Спит придорожная трава») - Vladimir Presnyakov Jr.

La chanson Zourbagan fait référence à la ville du même nom présente dans le monde imaginaire de Grinlandia dans l'œuvre du romancier Alexandre Grine.